# Jericho (serial)
Jericho este un serial de televiziune produs de compania de televiziune americană CBS. Serialul a debutat miercuri, 20 septembrie 2006, pe postul CBS și abordează un scenariu de tip postapocaliptic. După ce un dezastru nuclear, provocat de câteva atacuri teroriste, distruge mare parte din Statele Unite, locuitorii micului oraș Jericho din Kansas trebuie să se adapteze unei lumi în schimbare. Pe 12 octombrie, după succesul primelor patru episoade (audiențele crescând cu 50%), CBS a declarat că a comandat realizarea unui sezon întreg care va urma să fie difuzat în continuare. Serialul este difuzat și în România de postul de televiziune AXN, cu începere din 10 decembrie 2006

## Subiect
Atunci când un nor în formă de ciupercă apare la orizont, semn a avut loc o explozie nucleară, micul oraș Jericho din Kansas se trezește izolat de restul lumii. Comunicațiile și curentul se întrerup, aruncând comunitatea în haos psihologic, moral și social, oamenii neștiind dacă restul Americii mai există încă. Totuși, primarul Johnston Green încearcă să restabilească ordinea și să contracareze eforturile rivalului său politic, Gray Anderson, de a exploata situația în favoarea sa. Personajul principal este Jake Green, fiul primarului, care venise în Jericho pentru o scurtă vizită dar se trezește izolat aici în urma catastrofei. În cele din urmă, locuitorii din Jericho înțeleg că ordinea și unitatea reprezintă singura lor șansă de supraviețuire și sunt nevoiți să se adapteze noilor realități încercând în același timp să determine amploarea dezastrului nuclear.
Serialul abordează mai multe teme recurente precum strângerea informațiilor, păstrarea ordinii, spiritul comunității, insuficiența resurselor precum și amenințările interne și externe. Principalele mistere pe care scenariul le dezvoltă implică trecutul dubios al unor personaje principale, autorii necunoscuți ai atacurilor nucleare și amploarea pagubelor produse teritoriul american.

## Episoade
Până acum au fost difuzate 13 episoade. Pe 8 noiembrie 2006, CBS a anunțat că va încheia prima jumătate a sezonului, ce va cuprinde 22 de episoade, cu un final deschis pe 29 noiembrie 2006. Un episod recapitulativ a fost difuzat pe 14 februarie 2007 și serialul s-a reluat pe 21 februarie 2007, urmând să fie difuzat fără întreruperi tot restul sezonului. Secvența de început a fiecărui episod conține un mesaj audio în codul Morse, de fiecare dată diferit și care cuprinde referințe la episodul în curs.
În România, postul AXN a început din 10 decembrie 2006, difuzarea serialului

## Observații
- Serialul abordează tema războiului nuclear, foarte frecventă în perioada Războiului Rece. Această temă a fost ilustrată în filme celebre precum Ziua de după din 1983 sau Legături din 1984 și în multe romane precum Pe plajă de Nevil Shute.
- Serialul conține multe referințe la filmul din 1983 Ziua de după. Astfel, ambele scenarii urmăresc desfășurarea evenimentelor prin ochii locuitorilor dintr-un orășel din Kansas, Jericho respectiv Lawrence. În serial, Lawrence este menționat ca una din țintele atacului deși nu este nicidecum un centru urban cunoscut sau un obiectiv militar sau civil important.
- Acțiunea are loc în anul 2009, pe baza faptului că Jake Green își declară, la începutul episodului pilot, vârsta de 32 de ani iar anul nașterii de pe pașaportul său este 1977.
- Serialul pare să se concentreze pe tema teorismului domestic. În episodul 7 se precizează că New York a scăpat de la distrugere fiindcă poliția, care își întărise vigilența după 11 septembrie, a arestat un grup de oameni chiar înainte să detoneze un focos nuclear aflat într-o dubă, ceea ce sugerează că celelalte orașe au fost distruse de explozii la nivelul solului și nu de rachete balistice, fapt confirmat în următoarele episoade.

### Atacuri confirmate

Orașe distruse de bombardamentul nuclear

- Un nor în formă de ciupercă se ridică la vest de Jericho în primul episod; se presupune că provine de la explozia din Denver, Colorado. Acest fapt este confirmat de o transmisiune asiatică (cu titlul: 丹佛) și de cutia neagră a unui avion care aterizase forțat. Într-o înregistrare de pe aceasta din urmă, unul din piloți raporta un nor atomic deasupra Denver-ului. În cel de-al doilea episod, o furtună radioactivă dinspre Denver lovește Jericho.

- Atlanta, Georgia, a cărei distrugere este confirmată de mesajul pe care-l lasă mama lui Dale Turner pe robotul telefonic. Mesajul se întrerupe brusc din cauza unei explozii. Acest atac este confirmat și de transmisiunea asiatică în limba mandarină (亞特蘭大).

- Chicago, Illinois, distrugerea sa este confirmată de transmisiunea de știri chineză (芝加哥) și de Robert Hawkins care îl marchează pe hartă cu un bold.

- Los Angeles, California, victimă a atacurilor confirmată de transmisiunea chineză (洛杉矶).

- Un atac asupra Dallas, Texas, e confirmat de transmisiunea chineză (达拉斯). De asemenea, pe înregistrările din cutia neagră, un pilot spune că vede un nor în formă de ciupercă „undeva deasupra Texasului”
- Philadelphia, Pennsylvania, este marcată ca distrusă pe hartă de către Robert Hawkins.

- San Diego, California, însemnată pe hartă de Robert Hawkins.

- San Francisco, California, este identificat ca victimă de transmisiunea chineză (旧金山).

- Seattle, Washington, distrugerea sa este confirmată de transmisiunea chineză.

- Minneapolis, Minnesota, se află pe harta lui Robert Hawkins.

- Detroit, Michigan, însemnat pe hartă de Robert Hawkins.

- Washington, D.C., a fost atacat și Gray Anderson, unul din cei patru „călăreți”, aduce această veste.

- Kansas City, Missouri, confirmat ca victimă de Robert Hawkins și de înregistrările de pe cutia neagră.

- New Orleans, Louisiana, identificată pe harta lui Robert Hawkins.

- Lawrence, Kansas, ploaia radioactivă rezultată din distrugerea acestui oraș contaminează pânza freatică din Rogue River.

### Supraviețuitori

Drapelul Statelor Aliate Americane (guvernul de la Cheyenne)

- Topeka, Kansas, este sursa apelurilor telefonice ale Securității Naționale. Gray Anderson confirmă faptul că orașul a supraviețuit.

- New York a fost inițial însemnat ca victimă de transmisiunea chineză, dar mai târziu Gray Anderson spune că a scăpat. Gray mai spune că acolo au fost arestați niște indivizi care erau pe cale să detoneze un focos nuclear de 20 de kilotone ascuns într-o dubă. (Arestările sunt explicate prin întărirea securității după 11 septembrie.)

- Rogue River, Kansas a fost evacuată de militarii Ravenwood într-un stabiliment FEMA la o lună după explozia din Denver. Un cartonaș FEMA menționează ca motiv al evacuării contaminarea pânzei freatice ca urmare a ploii radioactive de la Lawrence, Kansas.

- Las Vegas a reușit să scape conform mărturiei doctorului Dhuwalia.

- Câțiva supraviețuitori ai unui avion care a aterizat forțat în Nebraska au venit în Jericho în episodul 11, printre ei numărându-se și Roger, logodnicul lui Emily.

## Personaje
- Michael Gaston în rolul lui Gray Anderson
- Kenneth Mitchell în rolul lui Eric Green
- Pamela Reed în rolul lui Gail Green
- Skeet Ulrich în rolul lui Jake Green
- Gerald McRaney în rolul lui Johnston Green
- Lennie James în rolul lui Robert Hawkins
- Sprague Grayden în rolul lui Heather Lisinski
- Brad Beyer în rolul lui Stanley Richmond
- Ashley Scott în rolul lui Emily Sullivan
- Erik Knudsen în rolul lui Dale Turner
- Bob Stephenson în rolul Adjunctului Jimmy
- Richard Speight Jr în rolul Adjunctului Bill
- D. B. Sweeney - John Goetz, mercenar Ravenwood și apoi administrator Jennings & Rall al orașului

## Difuzare internațională
| Țară           | Post(uri)                                        | Premiera serialului | Program săptămânal                                             |
| -------------- | ------------------------------------------------ | ------------------- | -------------------------------------------------------------- |
| Statele Unite  | CBS Television                                   | 20 septembrie 2006  | Miercuri 20:00 (Fusul orar din zona Pacificului)               |
| Canada         | A-Channel/CKAL-TV Space: The Imagination Station | 20 septembrie 2006  | Miercuri 20:00 (Fusul orar nord-american pentru coasta de est) |
| Australia      | Canalul 10                                       | 21 septembrie 2006  | Joi 20:30 (fusuri orare diverse)                               |
| Marea Britanie | Hallmark (prima difuzare) ITV1 (reluări)         |                     |                                                                |
| Irlanda        | TV3                                              | 6 decembrie 2006    | Miercuri 21:00                                                 |
| România        | Prima TV                                         | 21 mai 2007         | Duminică 23.30                                                 |
| Suedia         | TV4                                              | 2007                |                                                                |
| Franța         | M6                                               | 2007                |                                                                |
| Polonia        | AXN                                              | 10 decembrie 2006   | Duminică 20:10                                                 |
| Ungaria        | AXN                                              | 10 decembrie 2006   |                                                                |
| Germania       | Pro 7                                            | 21 mai 2007         |                                                                |